# Помбейру-да-Бейра
Помбейру-да-Бейра (порт. Pombeiro da Beira; МФА: [põ.ˈbɐj.ɾu dɐ ˈbɐj.ɾɐ]) — парафія в Португалії, у муніципалітеті Арганіл. Розташована в західній частині країни, на теренах історичної португальської провінції Бейра. Входить до складу округу Коїмбра. За адміністративним поділом, чинним до 1976 року, терени парафії були складовою провінції Берегова Бейра. Належить до Коїмбрської діоцезії Католицької церкви. Патрон — Ісус Христос. Площа — 32,6490 км². Населення — 1010 ос. (2011). Слабо урбанізований регіон. Густота населення — 30,94 осіб/км²
. Код — 060113.

## Населення
| Кількість мешканців | Кількість мешканців | Кількість мешканців | Кількість мешканців | Кількість мешканців | Кількість мешканців | Кількість мешканців | Кількість мешканців | Кількість мешканців | Кількість мешканців | Кількість мешканців | Кількість мешканців | Кількість мешканців | Кількість мешканців | Кількість мешканців |
| ------------------- | ------------------- | ------------------- | ------------------- | ------------------- | ------------------- | ------------------- | ------------------- | ------------------- | ------------------- | ------------------- | ------------------- | ------------------- | ------------------- | ------------------- |
| 1864                | 1878                | 1890                | 1900                | 1911                | 1920                | 1930                | 1940                | 1950                | 1960                | 1970                | 1981                | 1991                | 2001                | 2011                |
| 1 992               | 2 229               | 2 118               | 2 202               | 2 266               | 2 148               | 1 956               | 2 201               | 2 313               | 1 966               | 1 611               | 1 584               | 1 369               | 1 252               | 1 010               |